# Grenache
Grenache er den mest kultiverede røde drue i verden. Den stammer fra Spanien, hvor den anvendes i områderne Rioja og Navarra. Grenache har opnået størst anerkendelse i Rhône, hvor vine fra f.eks. Châteauneuf-du-Pape og forskellige Côtes du Rhône-vine er fremstillet på basis af Grenache.
Planten er nøjsom – den vokser bedst ved rimelig høj temperatur og på tørre, gerne golde, skråninger. I Californien har plantens evne til at modstå tørke og varme gjort den meget populær – den er således den tredje mest plantede røde sort.
Både i Frankrig og Californien anvendes Grenache ofte i blanding med andre druer som f.eks Mourvèdre og Syrah. Grenache er en hurtigtvoksende plante og trives under eksyreme vejrforhold. Derfor planter man den også på toppen af bjerge flere steder i Australien, hvor den nyder godt af det meget varme klima.[kilde mangler]